# Qzone
Qzone (chiń. 人人网) – chiński portal społecznościowy, należący do Tencent.
Został założony w 2005 roku. W 2015 roku liczył ok. 600 mln użytkowników.